# Тадас Іванаускас
Тадас Іванаускас (лит. Tadas Ivanauskas, пол. Tadeusz Iwanowski, нар. 16 грудня 1882, Лебідка, Віленська губернія, Російська імперія — пом. 1 червня 1970, Каунас, Литовська РСР, СРСР) — видатний литовський зоолог та біолог, один із засновників Університету Вітовта Великого.

## Біографія
Народився Іванаускас в селі Лебідка, Віленської губернії, тепер Білорусь 1882 року. 1901 року закінчив гімназію у Варшаві та переїхав до Санкт-Петербурга, де продовжив навчання в Першій Санкт-Петербурзькій гімназії. 1903 року почав вивчати природничі науки в Санкт-Петербурзькому університеті. Там він зустрів багато литовських студентів та вивчив з ними литовську мову, яку до того не знав.
1905 року переїхав до Парижу, де вчився в Сорбонні на природничо-історичному факультеті. 1909 року закінчив Сорбонну та знову поступив до Санкт-Петербурзького університету, так як Російська імперія не визнавала міжнародних дипломів. 1910 року він остаточно закінчив навчання в університеті. Під час навчання він був активним учасником Литовського товариства студентів та став його керівником.
1910 року заснував в Санкт-Петербурзі лабораторію Зоотом, яка готувала різноманітні бологічні, ботанічні, анатомічні та мінеральні пристрої. В літній період Іванаускас подорожував Литвою, збираючи матеріали для цього. З 1914 по 1917 рік брав участь в наукових експедиціях на північ Росії та Норвегії. 1918 року повернувся до Литви та разом з дружиною Гоноратою відкрили Литовську школу.
1920 року переїхав до Каунасу та працював радником в Міністерстві сільського господарства Литви та допомагав організовувати навчальні курси, які згодом переросли у створення Університету Литви. Разом з Константінасом Регелісом заснував Каунаський ботанічний сад в 1923 році, разом з дружиною започаткував Національний день птахів та День посадки дерев.
З 1922 по 1940 рік працював професором Університету Литви, а з 1929 року очолював кафедру зоології. Після перерви у зв'язку з війною, він повернувся на цю посаду в 1944 році та пропрацював до 1956 року. Одночасно, з 1954 до 1970 року він працював професором в Каунаському медичному університеті.
Іванаускас також відомий тим, що відкрив одну з перших в Європі станцій кільцювання птахів в 1929 році, заснував Зоологічний музей в 1918 році, Каунаський ботанічний сад в 1923 році у Венте, Каунаський зоопарк в 1938 році тощо. З його ініціативи в 1937 році було відкрито Природний заповідник Кувінтас.
Він видав більше 37 книг та брошур, найбільш відома з яких — «Птахи Литви». З 1941 року академік АН Литовської РСР.
У Тадаса було ще три брати. Проте, ніхто з них себе не вважав литовцем. Єжи та Станіслав Івановські обрали польське громадянство, а Вацлав — вибрав Білорусь.
Помер Іванаускав 1970 року в Каунасі.
1980 року в Каунаському зоопарку було встановлено бюст Іванаускаса.